# Saison 2 de The Good Wife
Chronologie
Saison 1 Saison 3
Cet article présente le guide des épisodes de la deuxième saison de la série télévisée The Good Wife.
Le slogan de cette saison est : Maintenant, c'est elle qui décide !

## Distribution

### Acteurs principaux
- Julianna Margulies (VF : Hélène Chanson) : Alicia Florrick
- Christine Baranski (VF : Pauline Larrieu) : Diane Lockhart
- Josh Charles (VF : Cyrille Monge) : Will Gardner
- Archie Panjabi (VF : Karine Texier) : Kalinda Sharma
- Matt Czuchry (VF : Sébastien Desjours) : Cary Agos
- Makenzie Vega (VF : Leslie Lipkins) : Grace Florrick
- Graham Phillips (VF : Maxime Baudoin) : Zach Florrick
- Alan Cumming (VF : Pierre Tessier) : Eli Gold

### Acteurs récurrents
- Chris Noth : (VF : Gabriel Le Doze) : Peter Florrick
- Mary Beth Peil (VF : Monique Martial) : Jackie Florrick
- Titus Welliver (VF : Jean-Louis Faure) : Glenn Childs[1]
- Michael Ealy (VF : Daniel Njo Lobé) : Derrick Bond[2]
- Scott Porter (VF : Damien Ferrette) : Blake Calamar[3]
- Anika Noni Rose (VF : Fily Keita) : Wendy Scott-Carr[1] (7 épisodes)
- Elizabeth Reaser (VF : Barbara Delsol) : Tammy Linnata[1] (6 épisodes)
- Dallas Roberts (VF : Jérôme Berthoud) : Owen Cavanaugh[4] (4 épisodes)
- Dreama Walker (VF : Pamela Ravassard) : Becca (4 épisodes)
- Michael J. Fox (VF : Luq Hamet) : Louis Canning[5] (épisodes 6, 13 et 19)
- Tim Guinee (VF : Pierre-François Pistorio) : Andrew Wiley[6] (5 épisodes)
- Gary Cole (VF : Patrick Poivey) : Kurt McVeigh[1] (4 épisodes)

### Invités
- Tammy Blanchard : Petra Long[7] (épisode 1)
- Lou Dobbs : lui-même[1] (épisode 2)
- Joe Trippi : lui-même[1] (épisode 2)
- Corbin Bleu : Javier Berlin[1] (épisode 4)
- Kate Burton (VF : Évelyne Grandjean) : Victoria Adler[1] (épisode 4)
- Griffin Dunne (VF : Éric Legrand) : Judge Jared Quinn[1] (épisode 4)
- Vernon Jordan : lui-même[1] (épisode 5)
- Lili Taylor (VF : Brigitte Bergès)  : Donna Seabrook[1] (épisode 6)
- Miranda Cosgrove (VF : Florine Orphelin) : Sloan Burchfield[1] (épisode 7)
- Ana Gasteyer (VF : Sophie Gormezano) : Juge Patrice Lessner[1] (épisodes 8 et 20)
- Mykelti Williamson : Matthew Wade[1] (épisode 8)
- Barry Scheck : lui-même[1] (épisode 9)
- Leelee Sobieski : Alexis Symanski[1] (épisode 10)
- Jane Alexander (VF : Mireille Delcroix) : Juge Suzanne Morris[1] (épisodes 12 et 23)
- Method Man : Young Boxer[1] (épisode 13)
- F. Murray Abraham (VF : Pierre Dourlens) : Burl Preston[1] (épisode 14)
- Rita Wilson (VF : Emmanuèle Bondeville) : Viola Walsh[1] (épisodes 14 et 16)
- Jerry Stiller : Juge Felix Afterman[1] (épisode 15)
- America Ferrera (VF : Marie Giraudon) : Natalie Flores[1] (épisodes 15, 18 et 20)
- Kelli Giddish (VF : Anne O'Dolan) : Sophia Russo[8] (épisodes 22 et 23)
- Emily Kinney : Milla Burchfield (épisode 7)

## Épisodes

### Épisode 1:Les Corps Etrangers
- États-Unis /  Canada : 28 septembre 2010 sur CBS[9] / Global
- France : 3 novembre 2011 sur M6
- Québec : 8 novembre 2011 sur V
- Belgique : 27 janvier 2012 sur RTL-TVI

- États-Unis : 12,84 millions de téléspectateurs[10] (première diffusion)
- Canada : 1,361 million de téléspectateurs[11]
- France : 2,6 millions de téléspectateurs

- Scott Porter : Blake Calamar
- Michael Ealy : Derrick Bond
- Chris Butler : Matan Brody
- Jacob Pitts : Vance Salle
- Pedro Pascal : Nathan Landry
- Tammy Blanchard : Petra Long
- Cristin Milioti : Onya Eggertson
- Chris Sarandon : Juge Howard Matchick

### Épisode 2:Cour Martiale
- États-Unis /  Canada : 5 octobre 2010 sur CBS / Global
- France : 3 novembre 2011 sur M6
- Québec : 15 novembre 2011 sur V
- Belgique : 27 janvier 2012 sur RTL-TVI

- États-Unis : 12,76 millions de téléspectateurs[12] (première diffusion)
- Canada : 1,449 million de téléspectateurs[13]
- France : 2,5 millions de téléspectateurs

- Patrick Breen : Lt. Terrence Hicks
- Teyonah Parris : Melinda Gossett
- Christine Evangelista : Madeleine
- Dreama Walker : Becca
- Kim Shaw : Amber Madison
- Brian Tyree Henry : Randall Simmons
- Michael Ealy : Derrick Bond
- Linda Emond : Juge Leora Kuhn

### Épisode 3:Le Tueur du Gémeau
- États-Unis /  Canada : 12 octobre 2010 sur CBS / Global
- France : 3 novembre 2011 sur M6
- Québec : 22 novembre 2011 sur V
- Belgique : 27 janvier 2012 sur RTL-TVI

- États-Unis : 11,82 millions de téléspectateurs[14] (première diffusion)
- Canada : 1,354 million de téléspectateurs[15]
- France : 2,2 millions de téléspectateurs

- Anika Noni Rose : Wendy Scott-Carr
- Scott Porter : Blake Calamar
- Dallas Roberts : Owen Cavanaugh
- Titus Welliver : Glenn Childs
- David Pittu : Spencer Roth
- Bobby Steggert : Wyatt Stevens, Jr

### Épisode 4:Le Vent du Changement
- États-Unis /  Canada : 19 octobre 2010 sur CBS / Global
- France : 3 novembre 2011 sur M6
- Québec : 29 novembre 2011 sur V
- Belgique : sur RTL-TVI

- États-Unis : 12,17 millions de téléspectateurs[16] (première diffusion)
- Canada : 1,328 million de téléspectateurs[17]
- France : 1,7 million de téléspectateurs

- Mamie Gummer : Nancy Crozier
- Kate Burton : Victoria Adler
- Edward Herrmann : Lionel Deerfield
- Titus Welliver : Glenn Childs
- Corbin Bleu : Javier Berlin

### Épisode 5:Une Proposition Indécente
- États-Unis /  Canada : 26 octobre 2010 sur CBS / Global
- France : 10 novembre 2011 sur M6
- Québec : 6 décembre 2011 sur V[18]

- États-Unis : 12,59 millions de téléspectateurs[19] (première diffusion)
- Canada : 1,362 million de téléspectateurs[20]
- France : 2,39 millions de téléspectateurs

- Anika Noni Rose : Wendy Scott-Carr
- Scott Porter : Blake Calamar
- Frederick Weller (en) : Wilk Hobson
- Natalie Knepp : Lara White
- Sonequa Martin-Green : Courtney Wells
- Elizabeth Reaser : Tammy Linnata
- Michael Ealy : Derrick Bond

### Épisode 6:Traitement de Choc
- États-Unis /  Canada : 9 novembre 2010 sur CBS / Global
- France : 10 novembre 2011 sur M6
- Québec : 17 avril 2012 sur V[21]

- États-Unis : 12,33 millions de téléspectateurs[22] (première diffusion)
- Canada : 1,389 million de téléspectateurs[23]
- France : 2,1 millions de téléspectateurs

- Anika Noni Rose : Wendy Scott-Carr
- Michael J. Fox : Louis Canning
- Skipp Sudduth : Jim Moody
- David Fonteno : Juge Robert Parks
- Rachel Brosnahan : Caitlin Fenton
- Peter Jay Fernandez : Patrick Sturges
- Lili Taylor : Donna Seabrook

### Épisode 7:Mauvaises Filles
- États-Unis /  Canada : 16 novembre 2010 sur CBS / Global
- France : 10 novembre 2011 sur M6
- Québec : 24 avril 2012 sur V

- États-Unis : 11,74 millions de téléspectateurs[24] (première diffusion)
- Canada : 1,479 million de téléspectateurs[25]
- France : 2,1 millions de téléspectateurs

- David Paymer : Juge Richard Cuesta
- Miranda Cosgrove : Sloan Burchfield
- Gbenga Akinnagbe : Pasteur Isaiah Easton
- Frankie Faison : Jeremiah Easton
- Laila Robins : Paige Burchfield
- Paulina Gerzon : Shannon Vargas
- Emily Kinney : Milla Burchfield
- Zach Grenier : David Lee

### Épisode 8:Sur Ecoute
- États-Unis : 23 novembre 2010 sur CBS / Global
- France : 10 novembre 2011 sur M6
- Québec : 1er mai 2012 sur V

- États-Unis : 10,03 millions de téléspectateurs[26] (première diffusion)
- Canada : 1,271 million de téléspectateurs[27]
- France : 1,7 million de téléspectateurs

- Elizabeth Reaser : Tammy Linnata
- Skipp Sudduth : Jim Moody
- Dreama Walker : Becca
- Reiko Aylesworth : Nora Vashey
- Ana Gasteyer : Juge Patrice Lessner

### Épisode 9:La Mort en Sursis
- États-Unis /  Canada : 14 décembre 2010 sur CBS / Global
- France : 17 novembre 2011 sur M6
- Québec : 8 mai 2012 sur V

- États-Unis : 11,84 millions de téléspectateurs[28] (première diffusion)
- Canada : 1,082 million de téléspectateurs[29]
- France : 2,58 millions de téléspectateurs

- Melissa Benoist : Molly
- Chad L. Coleman : Carter Wright
- Skipp Sudduth : Jim Moody
- Michael Pemberton : Warden Robert Barkin
- Roger Rees : Dr. Todd Grossman
- Jodie Markell (en) : Sandy Gephart

### Épisode 10:Le Dilemme du Prisonnier
- États-Unis /  Canada : 11 janvier 2011 sur CBS / Global
- France : 17 novembre 2011 sur M6
- Québec : 15 mai 2012 sur V

- États-Unis : 12,29 millions de téléspectateurs[30] (première diffusion)
- Canada : 1,246 million de téléspectateurs[31]
- France : 2,45 millions de téléspectateurs

- Elizabeth Reaser : Tammy Linnata
- Frederick Weller (en) : Wilk Hobson
- Dallas Roberts : Owen Cavanaugh
- Ollie Marsden : Jonathan Murphy
- John Dossett : Kyle Murphy
- Leelee Sobieski : Alexis Symanski
- Vincent Laresca : Detective Navarro
- Nick Gehlfuss : Jesse
- Vivienne Benesch : Eliza Symanski

### Épisode 11:Cabales
- États-Unis /  Canada : 18 janvier 2011 sur CBS / Global
- France : 17 novembre 2011 sur M6
- Québec : 22 mai 2012 sur V

- États-Unis : 11,43 millions de téléspectateurs[32] (première diffusion)
- Canada : 1,269 million de téléspectateurs[33]
- France : 2,1 millions de téléspectateurs

- Matt Letscher : Adam Boras
- Norbert Leo Butz : Mr. Medina
- Renée Elise Goldsberry : Geneva Pine
- David Oyelowo : Juge Edward Weldon
- Felix Solis : Detective Kevin Rodriguez
- Chad Kimball : Vincent Kuney

### Épisode 12:Un Monde sans Pitié
- États-Unis /  Canada : 1er février 2011 sur CBS / Global
- France : 17 novembre 2011 sur M6
- Québec : 29 mai 2012 sur V

- États-Unis : 12,14 millions de téléspectateurs[34] (première diffusion)
- France : 1,57 million de téléspectateurs

- Titus Welliver : Glenn Childs
- Skipp Sudduth : Jim Moody
- Dreama Walker : Becca
- Renée Elise Goldsberry : Geneva Pine
- Pedro Pascal : Nathan Landry
- Mike Colter : Lemond Bishop

### Épisode 13:Le Cheval de Troie
- États-Unis /  Canada : 8 février 2011 sur CBS / Global
- France : 24 novembre 2011 sur M6
- Québec : 5 juin 2012 sur V

- États-Unis : 11,86 millions de téléspectateurs[35] (première diffusion)
- Canada : 1,463 million de téléspectateurs[36]
- France : 2,57 millions de téléspectateurs

- Elizabeth Reaser : Tammy Linnata
- Michael J. Fox : Louis Canning
- Denis O'Hare : Juge Charles Abernathy
- Jeremy Strong : Matt Becker
- Jennifer Mudge : Rosanna Landsman
- Molly Camp : Julie Bowden
- Susan Misner : Simone Canning

### Épisode 14:Liberté d'Expression
- États-Unis /  Canada : 15 février 2011 sur CBS / Global
- France : 24 novembre 2011 sur M6
- Québec : 12 juin 2012 sur V

- États-Unis : 11,43 millions de téléspectateurs[37] (première diffusion)
- France : 2,21 millions de téléspectateurs

- Dallas Roberts : Owen Cavanaugh
- Jill Flint : Lana Delaney
- Tim Guinee : Andrew Wiley
- Jack Carpenter : Patric Edelstein
- Stephen Kunken : Rand Blaylock
- Anne L. Nathan : Hannah Vetters
- Rita Wilson : Viola Walsh
- F. Murray Abraham : Burl Preston

### Épisode 15:Balle Masquée
- États-Unis /  Canada : 22 février 2011 sur CBS / Global
- France : 24 novembre 2011 sur M6
- Québec : 19 juin 2012 sur V

- États-Unis : 11,86 millions de téléspectateurs[38] (première diffusion)
- Canada : 1,341 million de téléspectateurs[39]
- France : 2,04 millions de téléspectateurs

- America Ferrera : Natalie Flores
- Gary Cole : Kurt McVeigh
- Jerry Stiller : Juge Felix Afterman
- Dennis Boutsikaris : Tommy Segara
- Jeremy Strong : Matt Becker
- Sarah Steele : Marissa Gold
- Andrew Pang : Dr. Huang

### Épisode 16:Les Maîtres du Jeu
- États-Unis /  Canada : 1er mars 2011 sur CBS / Global
- France : 1er décembre 2011 sur M6
- Québec : 26 juin 2012 sur V

- États-Unis : 11,38 millions de téléspectateurs[40] (première diffusion)
- Canada : 1,24 million de téléspectateurs[41]
- France : 2,36 millions de téléspectateurs

- Anika Noni Rose : Wendy Scott-Carr
- Rita Wilson : Viola Walsh
- Zach Grenier : David Lee
- Dreama Walker : Becca
- Jeremy Strong : Matt Becker

### Épisode 17:Immunité
- États-Unis /  Canada : 22 mars 2011 sur CBS / Global
- France : 1er décembre 2011 sur M6
- Québec : 3 juillet 2012 sur V

- États-Unis : 11,70 millions de téléspectateurs[42] (première diffusion)
- Canada : 1,289 million de téléspectateurs[43]
- France : 2,15 millions de téléspectateurs

- Gbenga Akinnagbe : Pasteur Isaiah Easton
- Mike Colter : Lemond Bishop
- Renée Elise Goldsberry : Geneva Pine
- Jeremy Strong : Matt Becker
- Pablo Schreiber : Gregory Mars

### Épisode 18:Cadavre Exquis
- États-Unis /  Canada : 29 mars 2011 sur CBS / Global
- France : 1er décembre 2011 sur M6
- Québec : 10 juillet 2012 sur V

- États-Unis : 10,16 millions de téléspectateurs[44] (première diffusion)
- Canada : 1,194 million de téléspectateurs[45]
- France : 1,8 million de téléspectateurs

- America Ferrera : Natalie Flores
- Chris Butler : Matan Brody
- Sarah Steele : Marissa Gold
- Roxanna Hope Radja : Babette Penn
- Gaby Hoffmann : Rhonda Cerone

### Épisode 19:Il n'y a pas de fin Heureuse
- États-Unis /  Canada : 5 avril 2011 sur CBS / Global
- France : 1er décembre 2011 sur M6
- Québec : 17 juillet 2012 sur V

- États-Unis : 10,82 millions de téléspectateurs[46] (première diffusion)
- Canada : 1,118 million de téléspectateurs[47]
- France : 1,16 million de téléspectateurs

- Michael J. Fox : Louis Canning
- Denis O'Hare : Juge Charles Abernathy
- Lily Rabe : Petra Moritz
- Chris Butler : Matan Brody
- Tim Guinee : Andrew Wiley
- Heidi Schreck : Elayna Joyce
- Trent Dawson : Edward Yellins
- Wendy Hoopes : Karen Jennings

### Épisode 20:L'Or Noir
- États-Unis /  Canada : 12 avril 2011 sur CBS / Global
- France : 8 décembre 2011 sur M6
- Québec : 24 juillet 2012 sur V[48]

- États-Unis : 11,05 millions de téléspectateurs[49] (première diffusion)
- France : 2,36 millions de téléspectateurs

- America Ferrera : Natalie Flores
- Tim Guinee : Andrew Wiley
- Ana Gasteyer : Juge Patrice Lessner
- Dagmara Dominczyk : Isabel Sharp
- Mike Pniewski : Frank Landau
- Casey Biggs : Ryan Francis
- Paula Garcés : Aida Rios
- Fred Thompson : Lui-même

### Épisode 21:En Souffrance
- États-Unis /  Canada : 3 mai 2011 sur CBS / Global
- France : 8 décembre 2011 sur M6
- Québec : 14 août 2012 sur V[50]

- États-Unis : 12,38 millions de téléspectateurs[51] (première diffusion)
- Canada : 1,196 million de téléspectateurs[52]
- France : 2,16 millions de téléspectateurs

- Martha Plimpton : Patti Nyholm
- Marin Ireland : Marjorie Garnett
- Aaron Staton : Todd Roda
- Tim Guinee : Andrew Wiley
- John Glover : Jared Andrews
- David Fonteno : Juge Robert Parks
- Christopher Shyer : Dr. Dominic Lawton
- Aubrey Dollar : Infirmière Zoe Gilman

### Épisode 22:Triade
- États-Unis /  Canada : 10 mai 2011 sur CBS / Global
- France : 8 décembre 2011 sur M6
- Québec : 21 août 2012 sur V

- États-Unis : 11,73 millions de téléspectateurs[53] (première diffusion)
- France : 2,04 millions de téléspectateurs

- Zach Grenier : David Lee
- Mamie Gummer : Nancy Crozier
- John Pankow : Juge Cyril Handley
- Kelli Giddish : Sophia Russo
- Erica Leerhsen : Dana Briglio
- Felix Solis : Detective Kevin Rodriguez
- Sharrieff Pugh : Ben Glavis

### Épisode 23:Le Chant du Signe
- États-Unis  /  Canada : 17 mai 2011 sur CBS / Global
- France : 8 décembre 2011 sur M6
- Québec : 28 août 2012 sur V

- États-Unis : 12,58 millions de téléspectateurs[54] (première diffusion)
- Canada : 1,291 million de téléspectateurs[55]
- France : 1,63 million de téléspectateurs

- Dallas Roberts : Owen Cavanaugh
- Kelli Giddish : Sophia Russo
- Sonequa Martin-Green : Courtney Wells
- Mike Pniewski : Frank Landau
- Seth Gilliam : Jacob Rickter